# عاتكة بنت عتبة بن ربيعة
عَاتكة بنت عُتَبة بن ربيعة العبشمية القرشية من نساء مكة، وهي ابنة عتبة بن ربيعة أحد سادات قريش وفرسانها في الجاهلية وصدر الإسلام، وهي خالة الخليفة الأموي معاوية بن أبي سفيان، وأخت هند بنت عتبة، وفاطمة بنت عتبة، وأم أبان بنت عتبة، وأم كلثوم بنت عتبة، وأبو حذيفة بن عتبة، وأبو هاشم بن عتبة. تزوجها أبو أمية بن المغيرة بن عبد الله المخزومي القرشي وولدت له الصحابية قريبة الصغرى بنت أبي أمية.

## نسبها
- هي: عَاتكة بنت عتبة بن ربيعة بن عبد شمس بن عبد مناف بن قصي بن كلاب بن مرة بن كعب بن لؤي بن غالب بن فهر بن مالك بن قريش بن كنانة بن خزيمة بن عامر بن إلياس بن مضر بن نزار بن معد بن عدنان العبشمية القرشية الكنانية.
- أمها هي: صَفية بنت أمية بن حارثة بن الأوقص بن مرة بن هَلال بن فالج بن ذكوان بن ثعلبة بن بهثة بن سُلَيم بن منصور بن عكرمة بن خصفة بن قيس عيلان بن مُضَر السُلمية.[3]